# Castlevania: Lords of Shadow - Mirror of Fate
Castlevania: Lords of Shadow - Mirror of Fate es un juego publicado por Konami y creado por MercurySteam para Nintendo 3DS, PlayStation 3, Xbox 360 y ordenador personal. Pertenece a la saga Castlevania y es la secuela de Castlevania: Lords of Shadow. La fecha de lanzamiento del juego fue empujado desde el otoño de 2012 a principios de 2013 durante la Gamescon 2012. La fecha de lanzamiento del juego 5 de marzo de 2013, se anunció el 6 de diciembre de 2012. Un demo fue lanzado el 21 de febrero de 2013 (Europa), 28 de febrero de 2013 (América del Norte) y el 13 de marzo de 2013 (Japón).
Es el primer juego de Castlevania en utilizar 3D estereográfico. La perspectiva es en 3D, pero el movimiento tiene un régimen de desplazamiento lateral en la mayoría de las áreas.  Utiliza un sistema de combate similar a su predecesor, Castlevania: Lords of Shadow, pero se centra más en la exploración de lo que el juego original lo hizo.
El juego cuenta con tres personajes jugables que lucharán contra Drácula en su castillo en diferentes periodos de tiempo. El juego comienza 26 años después del primer juego, con Trevor Belmont, que está en una búsqueda para destruir a su padre, Drácula, quien una vez fue Gabriel Belmont. Partes posteriores del juego contará con su descendiente Simon Belmont y Alucard (quien resulta ser Trevor convertido en vampiro). Se puede jugar con Gabriel Belmont en un breve prólogo que se sitúa un año antes de los acontecimientos del primer Lords of Shadow. Los acontecimientos de este juego conducirán hasta el próximo Castlevania: Lords of Shadow 2.
Una versión de alta definición llamada Castlevania: Lords of Shadow - Mirror of Fate HD fue portado a la PlayStation 3 y Xbox 360 y está disponible para su descarga, así como incluido en la edición Castlevania: Lords of Shadow Collection desde el 31 de octubre de 2013.

## Jugabilidad
El jugador asume el papel de Gabriel Belmont en el Prólogo, su hijo Trevor Belmont en el Acto III, su nieto Simon Belmont (el propio hijo de Trevor) en el Acto I y Alucard (el propio Trevor convertido en vampiro) en el Acto II. Castlevania: Lords of Shadow - Mirror of Fate es un juego de acción y aventura de desplazamiento lateral que conserva un estilo de lucha similar a su predecesor, con la diferencia de que se centra más en la exploración. Al derrotar a los enemigos, recolectar pergaminos, completar acertijos, el jugador puede ganar puntos de experiencia, que permiten subir de nivel y desbloquear nuevos combos.
En el caso de Trevor y Alucard, como en el primer Lords of Shadow, sus armas principales (la Cruz de Combate y el Dolor Oscuro respectivamente) pueden ser mejoradas en un punto respetivo a lo largo sus historias, aunque solo pueden ser mejoradas una vez. Con la excepción de Gabriel, los tres personajes jugables poseen habilidades y poderes mágicos únicos. Las armas secundarias en Castlevania: Lords of Shadow - Mirror of Fate son armas especiales alimentadas por Ammo Corazones.  Se activan pulsando el botón "A". Estos también se pueden cargar manteniendo pulsado A durante un tiempo para un ataque más poderoso.

## Controles

### Armas
Simon
Caza Bestias: Un homenaje a los clásicos látigos usados en el viejo Castlevania. Es el arma principal utilizada por Simon Belmont antes de que encuentre con la Cruz de Combate de su padre en la Biblioteca del Castillo de Drácula.  Es la única arma principal en el juego que carece de una cadena de combate, que se requiere para rapelar. 
Cruz de Combate: La nueva arma principal de Simon. La obtiene al derrotar al Nigromante en la Biblioteca del Castillo de Dracula. Perdió dos habilidades importantes que aparecen en el Acto III. Aunque no es tan poderoso como lo era en el Acto III, sigue siendo un arma mejor que el Caza Bestias que Simón había estado utilizando, además de tener una cadena de combate que le permite a Simon usar los puntos de agarre para rapelar.
Hacha Arrojadiza: Un arma traída del viejo Castlevania, el hacha es un arma perfecta para atacar a los enemigos voladores que están arriba de Simon. El ataque cargado permite a Simon para lanzar un hacha encendida que es mucho más perjudicial. Su consumo es de un Ammo Corazón.
Botella de Aceite: Un sustituto de los viales de agua bendita del primer Lords of Shadow y del viejo Castlevania, es un arma que cuando en lanzada por Simon, crea una explosión de fuego. El ataque cargado le da al arma más precisión y una fuerza destructiva mucho mayor. Su consumo es de un Ammo Corazón.
Alucard
Dolor Oscuro: El arma principal de Alucard. Es una replica de la Cruz de Combate creada por el Juguetero que le fue entregada a Alucard por el alma perdida. Cuando se convierte en el Dolor Oscuro Mejorado, le permite a Alucard la posibilidad de utilizarlo en los carriles magnéticos.
Proyectil Murciélago: Alucard puede lanzar murciélagos en una línea directa hacia sus enemigos. Los murciélagos atacan a los enemigos durante unos segundos antes de desaparecer. El ataque cargado permite que los murciélagos ataquen con un mayor poder y ferocidad. Su consumo es de un Ammo Corazón.
Cronómetro: Un arma traída del viejo Castlevania,  el cronómetro es un arma que ralentiza el tiempo temporalmente. Es muy útil en zonas muy difíciles y contra los enemigos que son muy molestos y difíciles de golpear. El ataque cargado hará que el tiempo se mueve mucho más lentamente que el ataque estándar. 
Trevor
Cruz de Combate: El arma principal de Trevor. Es una replica de la Cruz de Combate de Gabriel creada por Rinaldo Gandolfi. Es la misma arma usada por Simon, solo que más poderosa. Permite el uso de los carriles electromagnéticas, como el Dolor Oscuro Mejorado de Alucard. Trevor también puede usar el extremo afilado de su cruz de combate para escalar y descender ciertas paredes, como las Garras Sombrías  de Alucard. Cuando se convierte en la Cruz de Combate Mejorada, le permite a Trevor incrustar la cadena en una pesada puerta de piedra, y romperla tirando de él hacia sí mismo. Perdió estas últimas tres habilidades en el Acto II.
Bumerán: Una nueva versión del clásico bumerán del viejo castlevania. El bumerán es un arma que cuando en lanzada por Trevor, se pega a su objetivo y crea una explosión de luz sagrada. Un bumerán que no encuentre un enemigo volverá a la mano de Trevor. El ataque cargado va a explotar con una enorme potencia y causar un daño mucho mayor. 
Bomba Eléctrica: Es un arma que era usada como baterías por el Juguetero para alimentar a sus monstruos mecánicos (como el Señor Demonio Resucitado), mientras que es utilizada por Trevor como una bomba eléctrica que cuando se activan, libera varias toques de la energía que atrapa a los enemigos en una esfera eléctrica y los electrocuta. El ataque cargado puede aturdir a criaturas mucho más grandes e inflige mucho más daño.

### Poderes Mágicos
Poderes Espirituales
Uitilzados por Simon Belmont, que convocan a un espíritu para que le ayuden en combate.  
Espíritu de Belnades: Un espíritu quien recibe el daño por Simon de los enemigos o peligros de la etapa. Representa a dos personajes distintos, tanto a Sypha Belmont, la madre de Simon, que murió protegiendo a su hijo, y una mujer que era una sanadora en el pasado antiguo, siglos antes de que la búsqueda de Simón, a quien los peregrinos solían viajar para visitar a su santuario.
Espíritu de Schneider: Un espíritu que le proporciona a Simon una cobertura ofensiva extra con su ballesta. Representa a Michael Gelhart Schneider, el caballero más noble y arquero altamente calificado, que fue capturado por la Familia Bernhard y encarcelado en el castillo, donde murió y juró venganza contra sus ocupantes. Este espíritu solo vendrá en ayuda de un verdadero guerrero.
Poderes de Sangre
Usados por Alucard, que se derivan de su naturaleza vampírica y le permiten cambiar las formas. 
Forma de Niebla: Una forma que le permite a Alucard disolver su cuerpo en la niebla, haciéndolo menos vulnerable a los ataques y capaz de pasar a través de algunos enemigos, recuperando vida en el proceso, y objetos. 
Forma de Lobo: Una forma que le permite a Alucard convertirse en un lobo blanco bípedo similar a un hombre lobo, lo que aumenta el daño de sus ataques y le da la fuerza suficiente para romper ciertas puertas especiales.
Poderes Sagrados
Trevor Belmont puede usar los mismos tipos de magia que su padre usaba en el primer Lords of Shadow. 
Magia Luminosa: Una magia que hace que Trevor recupere vida al causar daño a los enemigos
Magia Oscura: Una magia que aumenta el daño causado por la cruz de combate de Trevor.

## Trama

### Prólogo: Gabriel Belmont
Un año antes de los acontecimientos de Castlevania: Lords of Shadow, Gabriel pasa la noche con su esposa, Marie. Por la mañana, él se dirige a un castillo desconocido junto con tres caballeros de la Hermandad, que terminan pereciendo a manos de unas bestias que Gabriel logra derrotar. Gabriel luego confronta a lord Daemon, un poderoso demonio. Gabriel le arranca con la cruz de combate el ojo derecho a la criatura, pero fue herido por su cola, aunque logra utilizar su sangre y un dispositivo mágico para atrapar a la bestia.
Mientras que Gabriel está en su misión, Marie da a luz en secreto a su hijo, Trevor. Los líderes de la Hermandad, incluyendo Pan, quien le entrega un collar con un espejo mágico al bebé, logran convencer a Marie de que oculte al niño de Gabriel, como su oscuro destino que ya se conoce, y afirman que Trevor y su descendencia son la única esperanza contra la amenaza en la que Gabriel se convertirá. Los líderes y Pan se retiran diciéndole a Marie que vendrán por Trevor al anochecer, dejando a Marie llorando al ser separada de su hijo.

### Acto I: Simon Belmont
Han pasado 57 años desde los acontecimientos del prólogo, y Simon Belmont se despierta en un bosque después de tener una terrible pesadilla en la que su madre, Sypha, es asesinado por monstruos cerca del Castillo de Drácula. Luego monta su caballo a través de un pueblo infestado de zombis, en donde Simon consigue el hacha arrojadiza, que le permite lanzar una gran hacha, y llega al Castillo de Drácula. Cerca de una entrada subterránea espera el alma perdida, que le muestra a Simon, a través del fragmento del espejo que lleva, que la cruz de combate de su padre Trevor todavía se encuentra dentro del castillo. Simon explora el castillo con el fin de recuperarla, con la guía del alma perdida.
Durante su búsqueda en las Cuevas Olvidadas, Simón se encuentra con una piedra azul que termina por romper, sin darse cuenta de que ha liberado al espíritu de Belnades, quien le ofrece una poderosa capacidad defensiva a Simon. Después de salir de las Cuevas Olvidadas y llegar al salón del castillo, Simón se enfrenta contra el vigilante nocturno, derrotándolo pero sin llegar a matarlo, sin saber que el vigilante nocturno se convertiría debido a sus carroñeros en el Raptor, con quien Alucard tendría que pelear más tarde. En las celdas, Simon consigue la botella de aceite, que al ser lanzada crea una poderosa explosión de fuego.
En el teatro, Simon es atrapado y obligado a luchar contra una corriente interminable de los enigmáticos títeres del macabro Juguetero. Es rescatado por una misteriosa figura, quien más tarde se revela que es Alucard, el padre de Simon convertido en vampiro, que se escapa antes de que Simon puede hablar con él. El alma perdida vuelve a aparecer y Simon le pregunta quién es la persona que le acaba de salvar la vida, pero, harto del silencio del alma perdida, Simon le exige que le muestre la ubicación de la cruz de combate de su padre mediante el espejo en su collar, pero al no recibir una respuesta, Simon decide romper el espejo solo para ser detenido por el Alma Perdida. Simon se calma y le pregunta al Alma Perdida a donde se debe dirigir y la entidad le muestra el camino.
Más tarde, en la biblioteca, Simon recupera la cruz de combate que está en una zona secreta, que ha sido tomada por él de un nigromante, quien afirma que tiene que recuperar el arma para su amo, Zobek, el cual le prometió regresarle su alma si completaba su misión. Durante la pelea en el patio, el nigromante roba el espíritu de Belnades, pero Simon logra recuperarlo y romper el bastón del nigromante. Simon logra derrotar al nigromante y recuperar la cruz de combate de su padre, lo que le permite seguir avanzando en el castillo.
Después, en la feria del Juguetero, Simon queda atrapado en el carrusel del Juguetero, pero Alucard aparece una vez más para ayudarlo, quien critica a Simon por intentar enfrentarse a Drácula sin ayuda mientras que su padre, a pesar de ser una de los mejores guerreros de la Hermandad, fue derrotado por Drácula, y finalmente se aleja pero no antes de prometerle a Simon que no luchará contra Drácula solo. El señor oscuro Drácula mira desde arriba sonriendo, este detalle pasa inadvertido por los dos guerreros.
En el exterior de la torre, debido a una gárgola, Simon es incapaz de subir la torre y avanzar en su viaje. De regreso en las celdas interiores, gracias a la cruz de combate, Simon puede entrar en una zona donde encuentra al espíritu de Schneider, quien le ofrece una poderosa capacidad ofensiva extra a Simon. Al volver al exterior de la torre, Simon, gracias al espíritu de Schneider, es capaz de atacar y ahuyentar a la gárgola que obstruía su camino, por lo puede continuar subiendo la torre, hasta que logra entrar en el salón del trono.
En el salón del trono, Simón se encuentra en un mundo creado por el súcubo, que intenta seducir y luego matar a Simon. El súcubo es asesinado por Simon, pero no antes de pedirle disculpas a su señor por su fracaso. A medida que su mundo falso se derrumba, Simon se encuentra en el salón del trono, cara a cara con el mismísimo Drácula, quien, aunque impresionado por las habilidades de Simón, llegando a considerarlo digno del apellido Belmont, declara que no es rival para él. Antes de que puedan luchar, sin embargo, Alucard entra, sorprendiendo tanto a Simon como a Drácula.

### Acto II: Alucard
El juego cambia a la perspectiva de Alucard, que tendrá lugar antes. Alucard despierta, saliendo de una tumba y, sin recordar su pasado, se muestra su suerte por el alma perdida a través del Espejo del Destino. Alucard se compromete a destruir a la persona que le hizo esto, su padre, Drácula, después de recibir el Dolor Oscuro por parte del Alma Perdida. En el camino a la torre más alta del castillo, Alucard se encuentra con Lord Daemon, que ha sido reconstruido con partes mecánicas por el Juguetero, y es derrotado por él y arrojado a la torre, en la parte baja del castillo, aunque logra salvarse gracias a que cayó en un lago. 
En la Mina Abandonada, Alucard consigue el Proyectil Murciélago, que le permite lanzar una banda de murciélagos a sus enemigos. En el Teatro, Alucard se da cuenta, para su consternación, que Simon se encuentra en el castillo luego de salvarlo de una trampa del Juguetero, algo que confirma gracias al Alma Perdida. En la Cocina, Alucard consigue la Forma de Niebla después de ser atacado por unos jorobados, la cual le hace menos vulnerable a los ataques y le permite pasar a través de algunos enemigos, recuperando vida en el proceso, y objetos. En la Terraza, Alucard se pelea con el Raptor (quien fue el vigilande nocturno convertido en un monstruo), y logra derrotarlo, adquiriendo las Garras Sombrías al beber de su sangre, las cuales le permiten trepar y descender ciertos muros. 
En la Sala del Reloj, Alucard intenta colocar su Dolor Oscuro en un aparato extraño que rápidamente se eleva y consigue la Forma de Lobo al ser atacado por dos estatuas con guadañas, la cual incrementa el daño de sus ataques y le da la fuerza para romper ciertas puertas especiales, pero es incapaz de subir y alcanzar el aparato. En el Taller del Juguetero, Alucard consigue el Cronómetro, el cual le permite ralentizar el tiempo temporalmente. De regreso en la Sala del Reloj, Alucard, con ayuda del cronómetro, consigue subir y alcanzar el aparato, con el cual convierte su Dolor Oscuro en el Dolor Oscuro Mejorado, con el cual puede utilizar los rieles magnéticos.
En el Motor del Carrusel, Alucard vuelva a salvar a Simon apagando el Carrusel del Juguetero, pero critica a Simon por intentar luchar contra Dracula solo mientras que su padre fallo en la misma misión, sin darse cuenta de que un divertido Drácula está mirando desde arriba, luego Alucard se escapa de nuevo cuando Simon le exige respoder si conocía a su padre, pero no antes de prometerle a Simon que no estará solo cuando se enfrente a Dracula. 
En la Sala de Resurrección, Alucard se enfrenta contra Lord Daemon otra vez, y finalmente logra matarlo, consiguiendo las Alas Demoníacas al beber de su sangre en el proceso, las cuales que le permiten realizar un doble salto y descender lentamente. Alucard después de mucha búsqueda tanto en la Torre de los Vampiros y en la Cocina, logra recuperar los dos orbes hechos con la sangre de Drácula necesarios para poder romper el sello de la Puerta del Dragón y logra entrar en la Sala del Trono.
Él va hacia adentro del Salón del Trono para enfrentar a su padre, interrumpiendo la conversación entre Simon y Drácula. Los tres batallan, con Simon y Alucard apenas conseguir la ventaja en la lucha con el Señor Oscuro. Simon es noqueado en la batalla, danjado a Alucard luchando solo con Dracula, solo para luego ser controlado por Dracula por un corto periodo de tiempo, pero Alucard le libera del control de la mente mediante el drenaje de la niebla negra que rodea a Simon. Alucard y Simon logran derrotar y aparentemente matar a Drácula, aunque Alucard señala que la muerte de Drácula fue atípico de un vampiro
Simon regresa a su pedazo del Espejo del Destino al alma perdida, después de Alucard le dice que el espejo sólo lo manipuló, y que no pertenecía a Simón o su padre.  Simon entonces pregunta por la verdadera identidad de Alucard, pero el vampiro se niega a decirle la verdad y se despide.

### Acto III: Trevor Belmont
Treinta años antes de los acontecimientos del viaje de Simon, en su casa, el padre de Simon, Trevor, está desesperado debido a que la Hermandad le reveló quién era su padre y cómo murió su madre (aunque omitiendo parte de la historia), mientras que su esposa, Sypha, trata de ayudarlo. Su hijo, Simón, juega con la Cruz de Combate, pero su madre le pide que se detenga. Trevor luego de ponerse de pie, decide ir a enfrentar a su padre, quien se convirtió en Drácula, quien Trevor cree que mató a su madre Marie a sangre fría. Después de darle a Simon un collar que está hecho de una pieza de un espejo mágico, Trevor abraza a su esposa y le dice que huya al bosque junto con Simon si no regresa para el amanecer. Luego llega al castillo de Drácula para matarlo. 
En la Iglesia Maldita, Trevor consigue el Bumerán, que al lanzarlo se pega a su objetivo y crea una poderosa explosión. Trevor se encuentra por primera vez con el alma perdida en la entrada del castillo, después de haber derrotado al Verdugo en el Puente de la Entrada. El alma perdida le informa a Trevor que él todavía es incapaz de pasar en el Salón del Castillo por el momento para luego entrar y cerrar la puerta del Salón del Castillo. En una cueva debajo del Puente de la Entrada, Trevor recupera el Medallón de Magia Luminosa, que un Jorobado había arrebatado del cadáver de un miembro de la Hermandad solo para tirarlo al acantilado del castillo, con el cual Trevor puede usar la magia luminosa, recuperando vida al dañar a sus enemigos.
Más tarde, cuando Trevor entra en el Salón del Castillo tras romper la puerta de la entrada gracias al cuerpo de la Dama de la Cripta, un insecto gigante que Trevor se encontró en la Cámara de la Cripta y logró derrotar, el Alma Perdida, que dice saberlo todo, aparece y le da la bienvenida a Trevor y le informa que no va a tener éxito en su misión y que su esposa e hijo pagarían por su fracaso, pero Trevor, que no desea oír otra palabra del alma perdida, lo ataca, rompiendo una parte de su cara con su cruz de combate y haciéndolao incapaz de hablar, explicando su silencio en los viajes de Simon y Alucard. 
En las Celdas, Trevor consigue la Bomba Eléctrica, que al ser lanzada libera un campo eléctrico que electrifica a los enemigos dentro del campo. En la Prisión Vertical, Trevor recupera el Medallón de Magia Oscura del cadáver de un miembro de la Hermandad, con el cual Trevor puede utilizar la magia oscura, aumentando el daño causado por su cruz de combate. En las Minas Abandonadas, Trevor, después de vencer a otro Verdugo, que tenía ayuda de unos jorobados en el fondo en un carrito de la mina que tiraban faroles a Trevor, encuentra el accesorio de la "última creación" de Rinaldo Gandolfi, con el cual convierte su Cruz de Combate en la Cruz de Combate Mejorada, con la cual es puede incrustar la cadena en una pesada puerta de piedra, y romperla tirando de él hacia sí mismo.
En la Torre del Reloj, Trevor, tras lograr superar un gran número de trampas mortales, consigue las Botas de Velocidad, con las cuales es capaz de correr más rápido y saltar más lejos al esprintar, igual que su padre con sus Botas Ciclón. En el Campanario, Trevor se ve obligado a huir de una campana masiva después de que se corta de sus restricciones por unos jorobados. Se las arregla para escapar de ella, pero cae en el hoyo creado por el descenso de la campana. Mientras que Trevor esta inconsciente, el alma perdida le da un cubo misterioso, que resulta ser la llave para abrir la puerta que se encuentra en la Mina Abandonada. 
De regreso a la Mina Abandonada, Trevor, con las Botas de Velocidad, es capaz de saltar el río de lava y llegar a la puerta, mientras que con la llave que obtuvo del alma perdida logra entrar a un antiguo templo habitado por brujas. En el templo, las brujas utilizan su magia para liberar a Lord Daemon, que había sido encarcelado años antes por Gabriel. Trevor se enfrenta a Lord Daemon, y se las arregla para derrotarlo, cortando sus manos con el Bumerán y cortándolo por la mitad con la Cruz de Combate Mejorada. Saliendo victorioso, Trevor se aleja, mientras que un Juguetero divertido mira hacia adelante, y poco después resucita a Lord Daemon. 
Trevor finalmente se encuentra con Drácula, y utiliza el equilibrio entre la Magia Luminosa y la Magia Oscura para ganar la mano superior. A pesar de esto, Drácula se las arregla para derrotarlo, clavándole en el pecho con su propia cruz de combate. Trevor estaba muriendo y miró en el espejo del destino y se dio cuenta de la verdad de la caída de Gabriel en la oscuridad, le dijo que eran contrarios. Gabriel había aceptado su destino, incluso cuando fue entregado, a cada paso, mientras que Trevor había luchado contra su destino a pesar de que fue en vano. Le dijo a Drácula que se compadeció de él y le reveló a sí mismo como a su hijo.
Confundido por esta revelación, Trevor sólo señaló el espejo detrás de él. Mirando en el espejo de su mismo destino, Drácula vio la verdad de las palabras de Trevor y se llenó de indignación, horror y pesar. Arrepentido, Drácula intentó desesperadamente revivir a Trevor dándole de beber su sangre, llorando a su hijo a vivir. Como no parecía tener ningún efecto, Drácula colocó el cuerpo de su hijo en un ataúd, en el que escribió el nombre de "Alucard" (Dracula al revés), debido a que no conoció el verdadero nombre de su hijo y porque Trevor dijo que eran opuestos. Drácula también coloco la ropa de Trevor y la Cruz de Combate en una cámara secreta en la biblioteca, como una especie de santuario en memoria de él. Aún más enojado por la última traición de la Hermandad, enviar a su propio hijo a matarlo, Drácula envió a sus hombres lobos al santuario de la Hermandad para matar a todos los que viven allí, excepto el hijo de Trevor, Simon, quien escapó a las montañas a costa de la vida de su madre, y volvió a sus viejos planes.

### Final: Caminos Separados
De vuelta al presente, después de la conclusión los viajes de Simón y Alucard tras la derrota de Drácula, Alucard busca a través de una tumba, la antigua sala del trono de Carmilla y Drácula para encontrar algo. Alucard recupera la estaca de la vieja cruz de combate de Gabriel, que se rompió durante su batalla con Carmilla, poco antes de que el castillo comenzara a derrumbarse.  Alucard se transforma en un murciélago y se las arregla para escapar, mientras que Simon mira el colapso del castillo desde una montaña lejana, y se despide de Alucard.

## Desarrollo
Castlevania: Lords of Shadow - Mirror of Fate fue reportado por primera vez oficialmente a ser el desarrollo por Nintendo Power. El productor David Cox declaró en una entrevista que querían crear una interpretación de mano del juego anterior de MercurySteam Castlevania:. Lords of Shadow, que fue lanzado para PS3 y Xbox 360.
Los desarrolladores decidieron hacer el juego 2,5D, ya que sentían que no podían replicar el formato de sus juegos anteriores sin hacer concesiones en la calidad de las imágenes. Otra razón fue que la prensa y los fanes criticaron Castlevania: Lords of Shadow por no ofrecer suficiente exploración.
Super Castlevania IV sirvió de inspiración para el juego, tal como lo hizo Castlevania: Lords of Shadow, pero los juegos de estilo no lineal también fueron extraídos.

## Recepción
El juego ha recibido críticas mixtas, con un 73 en el sitio marcador global Metacritic. Peter Brown de GameSpot le dio al juego un 7 sobre 10, alabando los efectos visuales y el sistema de combate, al tiempo que criticaba fácil la dificultad del juego y la historia predecible. IGN Colin Moriarty enfocó el juego con una puntuación de 4,7 sobre 10, y concluyó que había "énfasis en la exploración fragmentada y nivelación superficial".
El juego ha ganado el premio "Mejor Juego para 3DS 'de GameTrailers, durante el' Best of E3 2012 Premios'. Como también el "E3 excelencia 2012" otorgado EGN, la PureNintendo "Mejor Juego de Aventura", el Electric Playground "Best of E3", la nominación IGN al "Mejor Juego para 3DS" y nominaciones Xplay de "Best of E3" y "Mejor Juego de mano ".

## Reparto
- Richard Madden: Trevor/Alucard
- Alec Newman: Simon/vigilante nocturno
- Robert Carlyle: Gabriel/Drácula
- Michael Maloney: alma perdida
- Richard Ridings: lord Daemon
- Brian Protheroe: anciano de la Hermandad de la Luz
- Charlotte Emmerson: Sypha Belmont
- Adrian Schiller: Nigromante/bruja
- Eleanor Howell: súcubo

## Secuelas
Castlevania: Lords of Shadow 2: Cuya historia se centra en Dracula, quien fue una vez Gabriel Belmont, después de sobrevivir a su aparente muerte a manos de Simon y Alucard.